# Polinyà de Xúquer (kommunhuvudort)
Polinyà de Xúquer är en kommunhuvudort i Spanien.   Den ligger i provinsen Província de València och regionen Valencia, i den östra delen av landet, 300 km öster om huvudstaden Madrid. Polinyà de Xúquer ligger 11 meter över havet och antalet invånare är 2 231.
Terrängen runt Polinyà de Xúquer är huvudsakligen platt, men söderut är den kuperad. Runt Polinyà de Xúquer är det ganska tätbefolkat, med 179 invånare per kvadratkilometer. Närmaste större samhälle är Sueca, 4,8 km öster om Polinyà de Xúquer. 